# 中华人民共和国科学技术进步法
《中华人民共和国科学技术进步法》是一部中华人民共和国法律，该法律最初制定于1993年。现行版本于2007年12月29日在第十届全国人民代表大会常务委员会通过，并于2008年7月1日起施行。该法共分10章62条。

## 立法缘由
《中华人民共和国科学技术进步法》的第一条是“为了促进科学技术进步，发挥科学技术第一生产力的作用，促进科学技术成果向现实生产力转化，推动科学技术为经济建设和社会发展服务，根据宪法，制定本法。”

## 实施
《中华人民共和国科学技术进步法》的最后一条是“本法自2008年7月1日起施行。”